# Faustino Miguel Parera
Faustino Miguel Parera y Romero (Paraná, Entre Ríos, Argentina, 30 de octubre de 1857 - Buenos Aires, 29 de septiembre de 1926) fue un médico y político argentino, que se desempeñó como gobernador de la provincia de Entre Ríos entre 1907 y 1910.

## Biografía
En 1892 fundó el pueblo de Parera, en el entonces Territorio Nacional de La Pampa.
Ocupó los cargos de diputado nacional y provincial, intendente y Ministro de Gobierno durante la gestión de Salvador Maciá (1895-1899).
Una vez iniciada la campaña para gobernador del año 1907, varios hechos de violencia contra opositores —entre ellos la destrucción de una imprenta y el asesinato de quien la transportaba— causaron que el partido oficialista, que llevaba como candidato a Parera, fuera el único en presentarse a elecciones. Fue su ministro de gobierno Luis Leguizamón.
Defendió la pertenencia de las islas Lechiguanas a la provincia de Entre Ríos, que le era disputada por la provincia de Buenos Aires.
Durante su gestión se reformó la constitución provincial, elevando a seis el número de los miembros del Superior Tribunal de Justicia y estableciendo la inamovilidad de los jueces. Se inauguró el servicio de ferry boats que unía la ciudad de Zárate (Buenos Aires) con Entre Ríos. Se crean el Colegio Nacional de Gualeguaychú; también cuatro escuelas normales en ésta, en Gualeguay, Concordia y Victoria; y finalmente, la Escuela de Comercio de Concordia. Se prohibió definitivamente la enseñanza primaria en alemán e ídish, que se utilizaba hasta entonces en las colonias fundadas por extranjeros, reforzando la enseñanza en español. También se fundó la penitenciaría de Concepción del Uruguay, en marzo de 1910.

## Homenajes

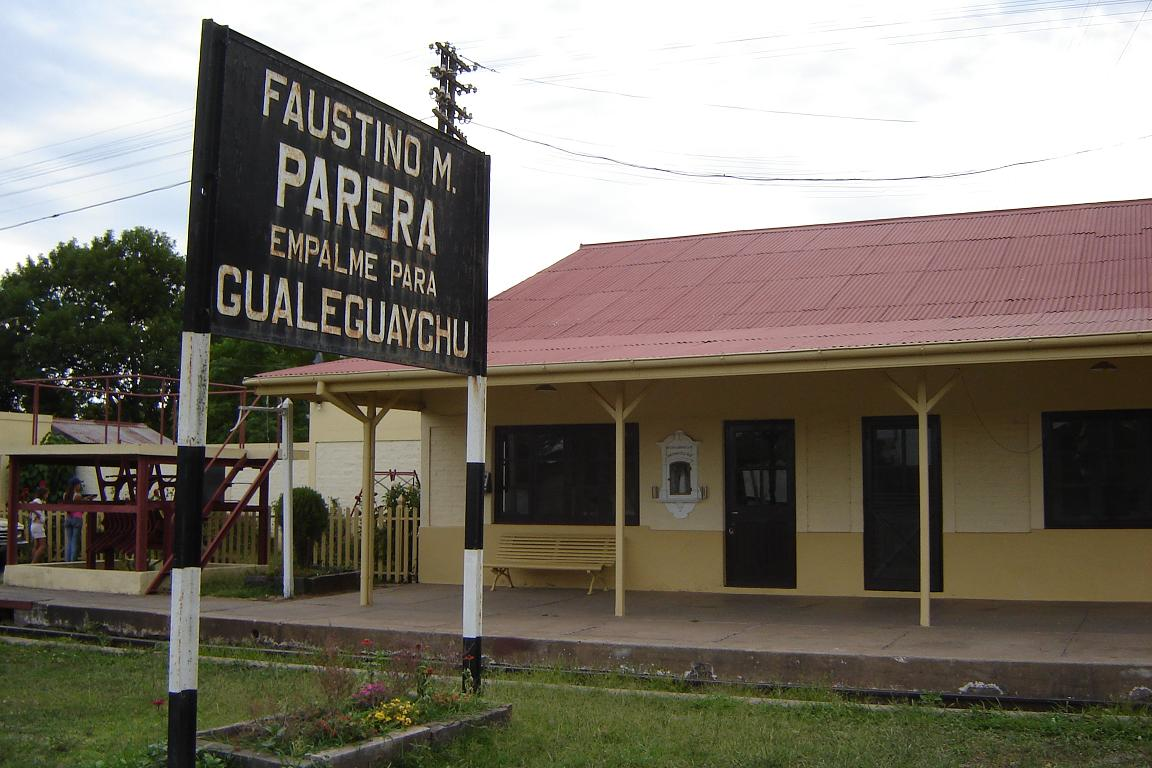
Estación F. M. Parera en la localidad homónima.

En el sur de la provincia de Entre Ríos existe un pueblo que lleva en su honor el nombre de Faustino M. Parera. Allí existía una estación ferroviaria importante, ya que desde allí salía el empalme que iba a la ciudad de Gualeguaychú. En esta localidad existe un busto de Parera, obra de Carlos Rolando Chabeuff (1938-1991).